# Sony Pictures Television
Sony Pictures Television Inc. (abbreviato in SPT ) è uno studio di produzione e distribuzione televisivo americano fondato nel 2002 come successore di Columbia TriStar Television, TriStar Television, Columbia Pictures Television, Screen Gems e Pioneer Telefilms. Con sede a Culver City, è una divisione di Sony Pictures Entertainment facente anch'esso parte della Sony Entertainment, unità del conglomerato giapponese Sony.

## Storia
La storia della SPT affonda le radici 1947, quando la Pioneer Telefilms fu fondata da Ralph Cohn, il cui padre Jack e lo zio Harry co-fondarono la Columbia Pictures. La Pioneer fu acquistata dalla Columbia e ribattezzata Screen Gems nel novembre 1948, reincorporata come Columbia Pictures Television il 6 maggio 1974 e fusa con lo studio gemello TriStar Television (formato nel 1986 e rilanciato nel 1991) per formare la Columbia TriStar Television il 21 febbraio 1994.
Il 16 settembre 2002, Sony Pictures Entertainment ha ritirato il nome "Columbia TriStar" dalla televisione e ha ribattezzato lo studio americano in Sony Pictures Television e la sua divisione internazionale come Sony Pictures Television International. Alcuni spettacoli hanno continuato a utilizzare il nome CTDT (Columbia TriStar Domestic Television), anche se molti hanno smesso di usarlo nel novembre 2002, mentre Hollywood Squares ha continuato a usarlo fino all'inizio del 2003.
Il 24 novembre 2004, Sony Pictures Television International ha costituito una joint venture denominata Huaso con Hua Long Film Digital Production Co., Ltd. del China Film Group di Pechino.
Dal 2005 al 2006, SPT è stata distributrice della videoteca e della cineteca della MGM, grazie all'acquisto di MGM da parte del consorzio guidato da Sony. Nel 2006, SPT ha unito le forze con i partner del settore per gestire la vendita pubblicitaria e i diritti di distribuzione delle serie televisive straniere negli Stati Uniti, principalmente spettacoli prodotti in Canada. Lo stesso anno, SPT ha firmato un contratto triennale con Embassy Row per nuovi spettacoli di giochi, revival di giochi e serie con e senza sceneggiatura.
Nell'estate del 2007, SPT ha introdotto The Minisode Network, un canale digitale per MySpace che trasmetteva show dagli anni '60 ai primi anni 2000 da quattro a cinque minuti. Nell'inverno 2007, The Minisode Network è stato aggiunto anche ad alcuni altri siti tra cui AOL TV, YouTube e il suo sito gemello Crackle.
Il 27 marzo 2008, SPT International ha acquisito una quota di minoranza nella nuova società di produzione Gogglebox Entertainment, fondata da due ex dirigenti della Lion Television, Matt Steiner e Adam Wood. Il 4 giugno 2008, SPT ha acquistato la 2waytraffic, società di produzione con sede a Hilversum, in Olanda, detentrice internazionale del franchising Chi vuol essere milionario?.
Nel 2009, SPT ha collaborato con Jeff Arnold (fondatore di WebMD), Dr. Mehmet Oz, Harpo Productions, Discovery Communications e HSW International su Sharecare, una piattaforma online in cui gli utenti ricevono le risposte alle loro domande relative alla salute e al benessere da esperti del settore.
Il 14 gennaio 2009, SPT ha acquisito Embassy Row, una società di produzione televisiva e digitale del produttore televisivo britannico Michael Davies. Quattordici giorni dopo, SPTI ha acquisito una partecipazione del 50% nella società di produzione televisiva indipendente colombiana Teleset. Tre mesi dopo, il 1 aprile, Sony Pictures Entertainment ha consolidato sotto lo stesso tetto le divisioni televisive statunitensi e internazionali. Sony Pictures Television International ora opera solo in nome.
Il 23 giugno 2011, SPT ha costituito la Victory Television, una società di produzione televisiva con sede a Londra di proprietà congiunta con Victoria Ashbourne, vicepresidente senior di SPT per lo sviluppo creativo per la produzione internazionale (da non confondere con Jim Victory Television, un sindacato defunto precedentemente di proprietà della MTM Enterprises). Il 25 settembre 2011, Andrea Wong è stato scelto per dirigere la divisione di produzione televisiva internazionale di Sony Pictures Television e per supervisionare tutte le attività internazionali dello studio.
Il 19 gennaio 2012, SPT ha acquisito Dolphin Broadcast Services Ltd. e l'ha fusa nella sua attività di reti britanniche esistenti. SPT ha inoltre acquisito una quota di maggioranza nell'attività di vendita pubblicitaria di Dolphin. Il 1 ° marzo 2012, SPT ha acquisito una quota di maggioranza nella società di produzione indipendente britannica Silver River Productions. Il 31 maggio, SPT ha lanciato Sony Movie Channel e AXN in Canada in collaborazione con Hollywood Suite. Due delle reti di Hollywood Suite sono state così rinominate: Hollywood Festival come Sony Movie Channel e Hollywood Storm come AXN Movies il 4 settembre 2012. Il 23 agosto 2012, SPT ha acquisito una quota di maggioranza in Left Bank Pictures, una società di produzione britannica fondata da Andy Harries, Francis Hopkinson e Marigo Kehoe.
Il 22 agosto 2013, Sony Pictures Television ha acquisito una quota di maggioranza nella nuova società di produzione di Simon Andrae, la Scarlet Media. Tuttavia, due mesi dopo, Andrae ha abbandonato i suoi piani per Scarlet ed è stato scelto per diventare vicepresidente esecutivo dell'intrattenimento alternativo per Fox. Il 16 dicembre 2013, Tuvalu Media ha unito le forze con la società di finanziamento Karmign e ha acquisito la partecipazione del 60% di SPT per riconquistare l'indipendenza, dato che SPT aveva acquisito il 60% di Tuvalu nel 2008.
Il 15 gennaio 2014, l'ex commissario per l'intrattenimento della BBC Karl Warner ha collaborato con SPT per lanciare Electric Ray, che collaborerà con SPT negli Stati Uniti e all'estero per lo sviluppo di programmi di intrattenimento e informativi. Tutta la programmazione di Electric Ray verrà esportata da SPT. Il nome dell'azienda deriva dal soprannome del padre di Warner, che era un elettricista. Il 20 marzo 2014, SPT ha unito le forze con i dirigenti Kieran Doherty e Matt Worthy per formare la società di produzione Stellify Media. La nuova impresa avrà sede in Irlanda del Nord. Proprio come Electric Ray, Stellify Media collaborerà con le altre società di produzione di SPT e, gli spettacoli e i format dal Regno Unito saranno esportati dal braccio di distribuzione di SPT.
Il 26 giugno 2014, SPT ha annunciato la decisione di acquisire CSC Media Group, inclusi 16 dei suoi canali via cavo. L'affare si è concluso il 15 agosto 2014. Il 6 novembre 2014, Daisy Goodwin si è dimessa dalla Silver River Productions in seguito alla ristrutturazione di Sony. Lo studio aveva ristrutturato le sue operazioni per semplificare le operazioni di SPT. Era meno attiva nella sua compagnia di produzione e si era concentrata sui suoi libri. Il 1 ° dicembre 2014, SPT ha acquisito Playmaker Media società di produzione di drammi australiana.
Il 26 luglio 2014, Liberty Global ha annunciato di aver messo in vendita Film1. Liberty Global ha accettato di vendere Film1 a Sony Pictures Television il 27 marzo 2015. La vendita è stata completata il 21 luglio 2015.
Il 28 maggio 2015, TriStar Television è stata rilanciata come etichetta di produzione boutique per Sony Pictures Television. Il rinnovato studio sarà gestito da Suzanne Patmore-Gibbs dopo essere stato attivo solo di nome per 15 anni. La prima nuova serie sarà The Good Girls Revolt e sarà prodotta per Amazon. Il 28 settembre 2015, Steve Mosko è stato promosso presidente di SPT. Aveva già ricoperto la carica di presidente dello studio televisivo dal 2000 quando era noto come Columbia TriStar Television.
A partire da settembre 2015, era la più grande società di produzione e distribuzione televisiva al mondo misurata in base alla libreria e alle entrate (insieme alla Warner Bros. Television).
Il 1 ° marzo 2016, Sony ha annunciato la chiusura di Victory Television dopo che l'amministratore delegato Victoria Ashbourne ha annunciato di dimettersi dopo cinque anni per perseguire altre opportunità. SPT manterrà i diritti di distribuzione internazionale per tutte le produzioni di Victory. Tredici giorni dopo, SPT ha acquisito una quota di minoranza di Fable Pictures della startup inglese Faye Ward. Il 1 ° aprile 2016, i fondatori di Gogglebox Entertainment Adam Wood e Matt Steiner hanno annunciato la chiusura della società supportata da Sony per lanciare una nuova impresa di produzione dopo la scadenza del loro contratto con SPT. Il 2 giugno 2016, Steve Mosko, dirigente di lunga data di SPT, si è dimesso da presidente dello studio. Mosko lavorava con lo studio dal 1992. Invece di sostituirlo, i compiti sono stati divisi tra diversi dirigenti di SPT che riporteranno al CEO di Sony Entertainment, Michael Lynton. Il 7 giugno 2016, SPT ha acquisito una quota di minoranza nella società di produzione britannica Blueprint Pictures. Nell'ottobre 2016, SPT ha effettuato un investimento di minoranza nella piattaforma di video on demand orientata alla scuola materna Hopster.
Il 25 luglio 2017, il nuovo presidente e CEO di SPE, Tony Vinciquerra, ha assunto Jeff Frost, Chris Parnell e Jason Clodfelter come co-presidenti di SPT. Frost è entrato a far parte di SPT nel 2008 da ABC Studios, Parnell nel 2003 e Clodfelter nel 2006.
Il 31 luglio 2017, Sony Pictures Television ha annunciato che avrebbe acquisito una partecipazione di controllo del 95% nell'importatore di anime Funimation per 143 milioni di dollari in attesa dell'approvazione del Dipartimento della giustizia degli Stati Uniti d'America. Sony ha sostenuto che l'accordo avrebbe consentito a Funimation di avere sinergie con le sue divisioni Animax e Kids Station e "accesso diretto alla linea creativa". Il Dipartimento di Giustizia ha approvato l'acquisizione il 22 agosto 2017. L'operazione è stata conclusa il 27 ottobre 2017.  Il 24 settembre 2019, Sony Pictures Television ha successivamente annunciato che avrebbe consolidato Funimation con Madman Anime Group di Aniplex e Wakanim, nell'ambito di una joint-venture tra le due aziende Sony.
Il 10 dicembre 2019, Sony Pictures Television ha annunciato che avrebbe acquisito lo studio britannico Silvergate Media, creatori di Gli Octonauti e della serie Netflix Hilda, per 175 milioni di dollari.
Sotto il presidente e CEO Tony Vinciquerra Sony si è concentrata sull'acquisto delle licenze dei programmi invece di possedere i canali che li producevano, cosa che garantiva guadagni di più alto margine. Successivamente, i canali del Sud-est asiatico sono stato identificati come potenziale di vendita. Sony Pictures TV ha accettato nel gennaio 2020 di vendere i suoi canali TV del sud-est asiatico e coreani, le reti AXN asiatiche, Animax e Sony One, alla KC Global Media, di proprietà degli ex dirigenti di SPT Andy Kaplan e George Chien. La vendita è stata completata, con l'aggiunta del canale Gem, nel maggio 2020.

## Reti televisive
Questi sono i canali posseduti, gestiti e gestiti congiuntamente da Sony Pictures Television. Per i canali di proprietà di CSC Media Group, vedere CSC Media Group.
- Sony Channel
- Game Show Network: lanciato il 1 ° dicembre 1994.[51]
- Sony Entertainment Television: lanciato il 30 settembre 1995.
- AXN: lanciato il 22 giugno 1997
- Animax: lanciato il 20 maggio 1998
- Sony Movie Channel: lanciato il 1 ° ottobre 2010. Opera anche nel Regno Unito (ex Movies4Men 2 ) e in Irlanda come Sony Movies.
- GetTV: una rete multicast digitale per trasmettere film e serie classici di Sony Pictures, Universal Studios, MGM e CBS Television Distribution che doveva essere lanciato nell'autunno 2013.[52] Successivamente è stato lanciato il 3 febbraio 2014.
- Sony Movies Action: la rete è stata lanciata il 1 ° febbraio 2006 da Dolphin Broadcast Services Ltd. Acquisita da SPT il 19 gennaio 2012 e rinominata nel 2019 (conosciuto anche come Movies4Men).
- Cine Sony Television: una rete in lingua spagnola/statunitense lanciata nell'agosto 2012.[53]
- Viasat 3 e Viasat 6 (acquisite da Modern Times Group)

## Diritti e attività
Oltre alla cineteca della Sony Pictures Entertainment, SPT possiede e distribuisce spettacoli di Tandem Productions, ELP Communications, TeleVentures, Merv Griffin Enterprises, Four D Productions, Barris Industries, Barry & Enright Productions, Stewart Television e 2waytraffic. SPT possiede anche Game Show Network, il servizio digitale Crackle Plus con Chicken Soup for the Soul Entertainment, e diritti televisivi in tutto il mondo per le librerie di film dellaEmbassy Pictures e Revolution Studios.
SPT possiede i diritti di produzione o distribuzione di molte commedie e drammi che coprono più di sette decenni, inclusi titoli come The Flying Nun, Strega per amore, Vita da strega, Gidget, I Monkees, La famiglia Partridge, Hazel, The Hathaways, Route 66, Dennis the Menace serie del 1959, Casalingo Superpiù, Sposati... con figli, Quattro donne in carriera, Seinfeld della Castle Rock Entertainment, The King of Queens negli Stati Uniti mentre CBS si occupa dei diritti d'oltremare, Community, Le regole dell'amore, Breaking Bad e The Blacklist . L'azienda produce anche Jeopardy! e La ruota della fortuna, i due game show più longevi e più apprezzati in syndication, mentre CBS Television Distribution si occupa della loro distribuzione; due talk show diurni, The Dr. Oz Show e The Queen Latifah Show; il reality Shark Tank e The Sing-Off ; e due soap opera di lunga data, Il tempo della nostra vita  in onda su NBC e Febbre d'amore in onda sulla CBS.